# Konstantin Arkadjewitsch Raikin

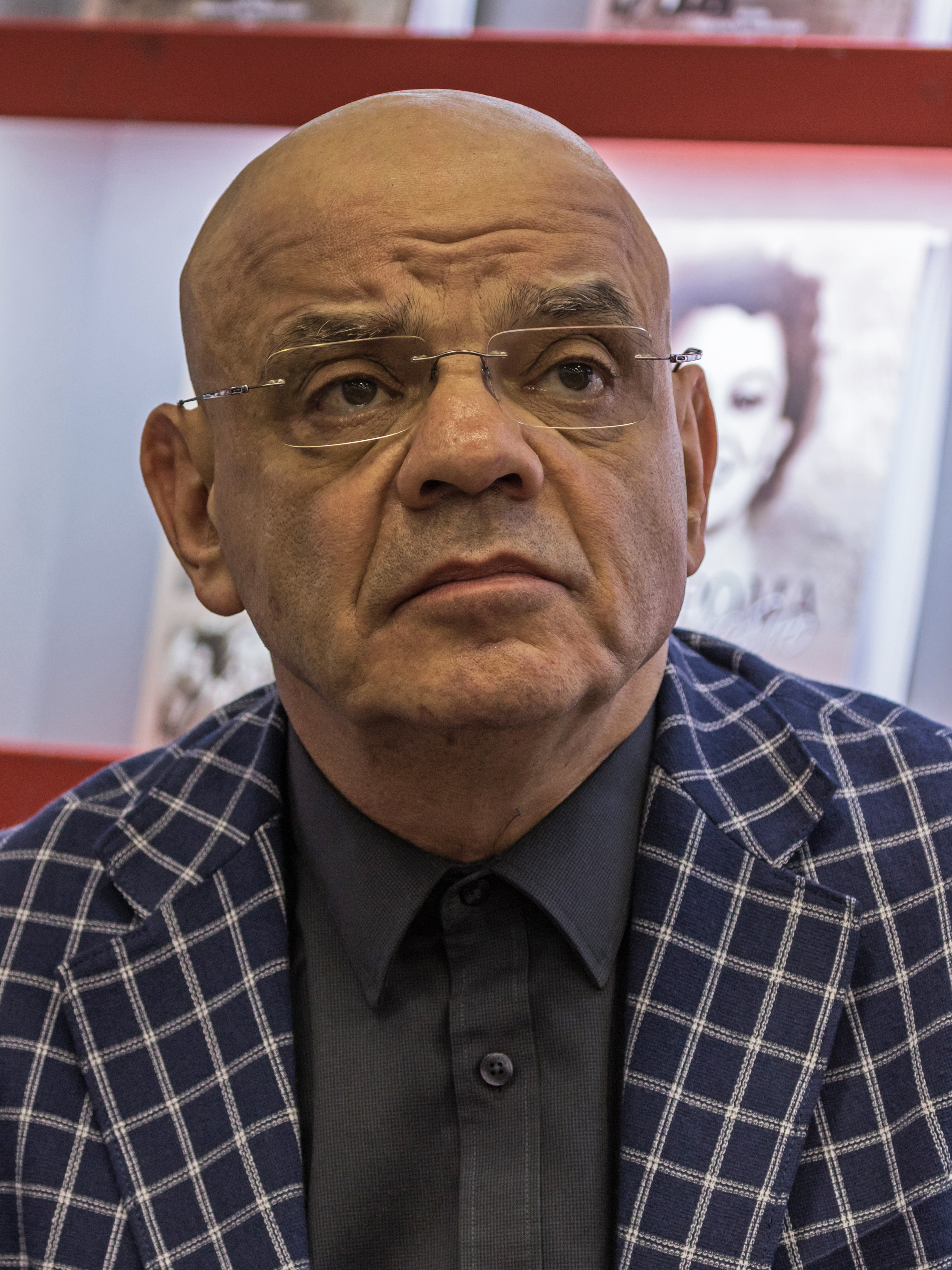
Konstantin Raikin (2017)

Konstantin Arkadjewitsch Raikin (russisch Константин Аркадьевич Райкин; * 8. Juli 1950 in Leningrad) ist ein russischer Kino- und Theaterschauspieler, Leiter des Theaters Satirikon und Sohn von Arkadi Isaakowitsch Raikin.

## Leben
Raikin wurde 1950 in Leningrad geboren, wo er zur Schule ging und seinen Abschluss in den Fächern Biologie und Physik machte. Im Anschluss ging er auf die Schtschukin-Theaterhochschule, die er 1971 abschloss. Im gleichen Jahr holte ihn Galina Woltschek ans Moskauer Sowremennik-Theater, wo er über zehn Jahre in 38 Inszenierungen spielte.
1981 ging er ans Leningrader Theater der Miniaturen, mit dem er 1982 zurück nach Moskau ging. Dort spielte er zusammen mit seinem Vater; als dieser 1987 starb, wurde das Theater in „Satirikon-Theater“ umbenannt, dessen Leitung Konstantin Raikin 1988 übernahm und seitdem innehat. 1992 erhielt er den Titel eines Volksschauspielers der Russischen Föderation zuerkannt.
2001 übernahm er die Leitung des Schauspielkurses im Schulstudio des Tschechow-Künstlertheater Moskau.
2016 bezog er in einer Brandrede vor dem Kongress des Verbandes der Theaterschaffenden Russlands vehement Stellung gegen die Zensur und gegen die Einschüchterung von Künstlern durch konservative und auch kirchliche Kräfte.

## Werke
- Der Kommandant des U-Bootes „Glücklicher Hecht“ (1973)
- Mnogo schuma is nitschewo (1973), Verfilmung von Shakespeares Viel Lärm um nichts
- Olga Sergejewna (1975)
- Truffaldino is Bergamo (1976), Verfilmung von Carlo Goldonis Der Diener zweier Herren
- Der Gestiefelte Kater (1995, Synchronisation)
- Neudatscha Puaro (2002), Verfilmung von Agatha Christies Kriminalroman Alibi

## Auszeichnungen
- 1985: Verdienstvoller Künstler der russischen Föderation
- 1996: Goldene Maske
- 2000: Verdienstorden für das Vaterland
- 2000: Goldene Maske
- 2003: Goldene Maske
- 2008: Goldene Maske für seine Rolle in King Lear